# Bistum Nanchong
Das Bistum Nanchong (lat.: Dioecesis Scioenchimensis) ist ein römisch-katholisches Bistum mit Sitz in Nanchong in der Volksrepublik China.

## Geschichte
Papst Pius XI. gründete mit dem Breve Supremi Apostolatus das Apostolische Vikariat Nancheng am 2. August 1929 aus Gebietsabtretungen des Apostolischen Vikariats Chengtu.
Mit der Apostolischen Konstitution Quotidie Nos wurde es am 11. April 1946 zum Bistum erhoben. Von 1989 war der offizielle Bischof Monsignore Michael Huang Woze bis zu seinem Tod am 22. März 2004. Das Bistum hat rund 70.000 Katholiken und 15 Priester.

## Ordinarien

### Apostolischer Vikar von Shunking
- Paul Wang Wen-cheng (2. Dezember 1929 – 11. April 1946)

### Bischöfe von Nanchong
- Paul Wang Wen-cheng (11. April 1946 – 28. Januar 1961)
- Fan Daojiang (1963–1988)
- Michael Huang Woze (1989–22. März 2004)
- Giuseppe Chen Gong´ao (* 1964, seit dem 22. September 2018 von Rom und Peking anerkannt)